# ライヴエレクトロニクス
ライヴ・エレクトロニクス（英語: live electronics）とは生の楽器などを直接マイクで拾い、それに電気的な変調などの操作を与えて改めて会場からスピーカーによって同時に流すという、電子音楽の技術の一種。ライブ・エレクトロニック・ミュージック（英語: live electronic music）とも呼ばれる。
代表的な楽曲にシュトックハウゼンの「ミクストゥール」で有名な「リング変調」があり、単一の楽器としてはノーノのチューバのための「ドナウのための後‐前奏曲」がある。
なお現代音楽の分類としては器楽曲ではなくて楽器とテープとの同時演奏の楽曲やHörspiel「ラジオドラマ」などと同じく直接「電子音楽」に入れられることが多い。